# Microcyba
Genre
Microcyba est un genre d'araignées aranéomorphes de la famille des Linyphiidae.

## Distribution
Les espèces de ce genre se rencontrent en Afrique de l'Est et en Afrique centrale.

## Liste des espèces
Selon World Spider Catalog (version 24.5, 26/09/2023) :
- Microcyba aculeata Holm, 1964
- Microcyba affinis Holm, 1962
- Microcyba angulata Holm, 1962
- Microcyba brevidentata Holm, 1962
- Microcyba calida Jocqué, 1983
- Microcyba cameroonensis Bosmans, 1988
- Microcyba divisa Jocqué, 1983
- Microcyba erecta Holm, 1962
- Microcyba falcata Holm, 1962
- Microcyba hamata Holm, 1962
- Microcyba hedbergi Holm, 1962
- Microcyba leleupi Holm, 1968
- Microcyba magna Tanasevitch, 2023
- Microcyba oromia Tanasevitch, 2023
- Microcyba projecta Holm, 1962
- Microcyba simulata Holm, 1962
- Microcyba tridentata Holm, 1962
- Microcyba vancotthemi Bosmans, 1977
- Microcyba viduata Holm, 1962
- Microcyba vilhenai Miller, 1970

## Systématique et taxinomie
Ce genre a été décrit par Holm en 1962 dans les Erigonidae.

## Publication originale
- Holm, 1962 : « The spider fauna of the East African mountains. Part I: Fam. Erigonidae ». Zoologiska Bidrag Från Uppsala, vol. 35, p. 19-204.